# It's Called a Heart
Singles de Depeche Mode
Shake the Disease
(1985) Stripped
(1986)
Pistes de The Singles 81-85
Shake the Disease
It's Called a Heart est le quatorzième single de Depeche Mode sorti le 16 septembre 1985.
Il n'apparaît sur aucun album studio, mais est présent sur la compilation The Singles 81-85 parue la même année, au même titre que Shake the Disease. La version américaine de The Singles 81>85, appelée Catching Up with Depeche Mode, inclut aussi la face B de It's Called a Heart, Fly on the Windscreen.

## Informations
La chanson traite de l'amour et des problèmes qu'il peut occasionner. Ce titre n'a rien d'exceptionnel dans son thème, ses paroles et sa sonorité, au point qu'il aurait pu être simplement une face B comme le pense Martin Gore, qui trouve que c'est peut-être l'une des chansons les plus faibles qu'il ait jamais composées ; et que c'est plutôt Fly on the Windscreen qui aurait dû être le single. Mais le titre étant déjà prêt depuis quelque temps, le groupe a choisi de le sortir en single.
Au Royaume-Uni, il a atteint la 18e place dans le classement britannique des meilleures ventes de single, soit la même position que Shake the Disease, mais n'est resté classé que quelques semaines. En France, il n'a atteint que la 29e place du Top 50, en comparaison avec le single précédent "Shake the Disease" qui lui s'était classé 13e. Ce single a connu plus de succès dans d'autres pays européens, s'y classant dans le Top 10.
Le clip vidéo est l'œuvre de Peter Care et a été tourné dans un champ de maïs du Berkshire.

## Liste des chansons
- Toutes les chansons sont l'œuvre de Martin L. Gore.

| Vinyle 7"Mute / 7Bong9 : 1. "It's Called a Heart" – 3:48 2. "Fly on the Windscreen" – 5:03 Vinyle 12"Mute / 12Bong9 : 1. "It's Called a Heart (Extended)" – 7:19 2. "Fly on the Windscreen (Extended)" – 7:47 Vinyle 12"Mute / D12Bong9 : 1. "It's Called a Heart (Extended)" – 7:19 2. "Fly on the Windscreen (Extended)" – 7:47 3. "It's Called a Heart (Slow Mix)" – 4:49 4. "Fly on the Windscreen (Death Mix)" – 5:06 (remixé par Gareth Jones) - C'est une édition double disque. CDMute / CDBong9 : 1. "It's Called a Heart" – 3:48 2. "Fly on the Windscreen" – 5:03 3. "It's Called a Heart (Extended)" – 7:19 4. "Fly on the Windscreen (Extended)" – 7:47 5. "Fly on the Windscreen (Death Mix)" – 5:06 - Le CD britannique est sorti en 1991 dans le cadre d'une compilation de plusieurs CD singles. | CDIntercord/Virgin / INT 826.832/30303 (Allemagne/France) : 1. "It's Called a Heart (Extended)" – 7:19 2. "Fly on the Windscreen (Extended)" – 7:47 3. "It's Called a Heart (Slow Mix)" – 4:49 4. "Fly on the Windscreen (Death Mix)" – 5:06 (remixé par Gareth Jones) Vinyle 12"Sire / 0-20402 : 1. "It's Called a Heart (Emotion Remix)" – 6:48 (remixé par Joseph Watt) 2. "It's Called a Heart (Emotion Dub)" – 5:33 (remixé par Joseph Watt) 3. "Flexible (Deportation Mix)" – 4:38 (remixé par Bert Bevins) 4. "It's Called a Heart" – 3:48 |

## Classements
| Pays        | Meilleure position |
| ----------- | ------------------ |
| Allemagne   | 12                 |
| France      | 29                 |
| Irlande     | 5                  |
| Royaume-Uni | 18                 |
| Pays-Bas    | 47                 |
| Suède       | 7                  |
| Suisse      | 7                  |